# Chuang-šan (prefektura)
Chuang-šan (čínsky pchin-jinem Huángshān, znaky 黄山市) je městská prefektura v Čínské lidové republice. Leží v provincii An-chuej ve východní Číně. Jméno prefektury znamená v překladu Žlutá hora a je odvozeno od Žlutých hor. K roku 2020 v ní na 9 673 kilometrech čtverečných žilo 1,3 milionu obyvatel.

## Poloha
Chuang-šan leží na samém jihu provincie An-chuej. Hraničí na severozápadě s prefekturou Čch’-čou, na severovýchodě s prefekturou Süan-čcheng, na jihovýchodě s provincií Če-ťiang a na jihozápadě s provincií Ťiang-si.
V Chuang-šanu leží dvě památky Světového dědictví UNESCO, Žluté hory a vesnice Chung-cchun a Si-ti.

## Administrativní členění
Městská prefektura Chuang-šan se člení na sedm celků okresní úrovně, a sice tři městské obvody a čtyři okresy.
| Tchun-si Chuang-šan Chuej-čou okres · Še okres · Siou-ning okres · I okres · Čchi-men |        |                       |                       |                    |                                  |
| Název                                                                                 | Název  | Počet obyvatel (2010) | Počet obyvatel (2020) | Rozloha km² (2020) | Hustota zalidnění (obyv. na km²) |
| český přepis                                                                          | znaky  | Počet obyvatel (2010) | Počet obyvatel (2020) | Rozloha km² (2020) | Hustota zalidnění (obyv. na km²) |
| Městské obvody                                                                        |        |                       |                       |                    |                                  |
| Tchun-si                                                                              | 屯溪区 | 217 637               | 291 188               | 157                | 1 860                            |
| Chuang-šan                                                                            | 黄山区 | 147 620               | 146 942               | 1 751              | 84                               |
| Chuej-čou                                                                             | 徽州区 | 95 529                | 96 162                | 446                | 215                              |
| Okresy                                                                                |        |                       |                       |                    |                                  |
| Še                                                                                    | 歙县   | 409 247               | 362 962               | 2 118              | 171                              |
| Siou-ning                                                                             | 休宁县 | 250 457               | 211 456               | 2 131              | 99                               |
| I                                                                                     | 黟县   | 80 722                | 76 211                | 856                | 89                               |
| Čchi-men                                                                              | 祁门县 | 157 768               | 146 644               | 2 214              | 66                               |
|                                                                                       |        |                       |                       |                    |                                  |
| Celkem                                                                                | Celkem | 1 358 980             | 1 330 565             | 9 673              | 138                              |

## Partnerská města
- Fudžiidera, Japonsko
- Interlaken, Švýcarsko
- Serravalle, San Marino
- Stralsund, Německo
- Tegu, Jižní Korea